# أبو الصلت
هو أمية بن عبد العزيز بن أبي الصلت وكنيته أبو الصلت، وكان عالما مسلما عربيا في الفلك والرياضيات والموسيقى, عجبا في لعب الشطرنج, رأسا في المنطق وهذيان الأوائل، ولد في بلدة دانية وهي قصبة الناحية الشمالية الشرقية من كورة القفت، شرقي الأندلس عام 460 هـ / 1067م، ونشأ فيها وأخذ علوم اللغة والنحو عن قاضيها أبي الوليد الوقشي (ت 488 هـ / 1095م). ثم انتقل إلى إشبيلية فنسب إليها واستقر فيها إلى حين سقوط طليطلة بيد ألفونسو السادس، ملك قشتالة سنة478هـ / 1085م. فهاجر منها نحو سنة 489 هـ / 1096م متجهاً إلى المهدية بتونس. حيث دخل في خدمة صاحبها تميم بن المعز بن باديس الصنهاجي، الذي أرسله في سفارة يحمل منه رسالة إلى الملك الأفضل بن بدر الجمالي أمير الجيوش في زمن المستعلي بالله أحمد بن معد الفاطمي. سجن في مصر ثم أفرج عنه فغادر إلى المهدية حيث توفي فيها عام 529 هـ / 1134م.
عاش ابن أبي الصلت في مصر قرابة العشرين عاما، مقرباً عند الأفضل شاهنشاه بن بدر الدين الجمالي لحسن معشره وفصاحة لسانه. لكن الأفضل سجنه بفرية افتراها عليه بعض من حاشية الأفضل، ووضعه في مكتبة فقضى في سجنه هذا ثلاث سنوات ونيفاً، ولكن إقامته في المكتبة عادت عليه بفوائد جمة فقد نهل في أثنائها من مختلف العلوم والفنون من مخطوطاتها وألف كتاب «الحديقة» الذي نهج فيه نهج الثعالبي في يتيمة الدهر. ثم خرج من سجنه هذا بشفاعة بعض الوجهاء ومتوسلاً بقصيدة مدح بها الأفضل. فنفاه إلى الإسكندرية.

## حيلة انتشال المركب
عندما رحل إلى الإسكندرية واستقر فيها لبعض الوقت، روي ابن أبي أصيبعة: بأنه سجن مرة ثانية وكان سبب حبسه في الإسكندرية أن مركبا كان قد وصل إليها، وهو موقر بالنحاس فغرق قريبا منها، ولم تكن لهم حيلة تخليصه لطول المسافة في عمق البحر ففكر أبو الصلت في أمره وأجال النظر في هذا المعنى حتى تلخص له فيه رأي، واجتمع بالأفضل بن أمير الجيوش ملك الإسكندرية وأوجده أنه قادر أن تهيأ له جميع ما يحتاج إليه من الآلات أن يرفع المركب من قعر البحر، ويجعله على وجه الماء مع ما فيه من الثقل فتعجب من قوله، وفرح به، وسأله أن يفعل ذلك، ثم آتاه على جميع ما يطلبه من الآلات وغرم عليها جملة من المال، ولما تهيأت وضعها في مركب عظيم على موازاة المركب الذي قد غرق، وأرسى إليه حبالا مبرومة من الإبريسم وأمر قوما لهم خبرة في البحر أن يغوصوا ويوثقوا ربط الحبال بالمركب الغارق وكان قد صنع آلات بأشكال هندسية لرفع الأثقال في المركب الذي هم فيه، وأمر الجماعة بما يفعلونه في تلك الآلات، ولم يزل شأنهم ذلك والحبال الإبريسم ترتفع إليهم أولا فأولا وتنطوي على دواليب بين أيديهم حتى بان لهم المركب الذي كان قد غرق، وارتفع إلى قريب من سطح الماء، ثم عند ذلك انقطعت الحبال الإبريسم، وهبط المركب راجعا إلى قعر البحر، ولقد تلطف أبو الصلت جدا فيما صنعه، وفي التحيل إلى رفع المركب، إلا أن القدر لم يساعده وحنق عليه الملك لما غرمه من الآلات وكونها مرت ضائعة، وأمر بحبسه، وأن يستوجب ذلك، وبقي في الاعتقال مدة إلى أن شفع فيه بعض الأعيان وأطلق، وكان ذلك في خلافة الآمر بأحكام الله؛ ووزارة الملك الأفضل بن أمير الجيوش.
فارق أبو الصلت الإسكندرية وقصد المرتضى أبا طاهر يحيى بن تميم بن باديس الصنهاجي صاحب المهدية فحظي عنده وانصرف إلى التأليف وتلحين الأغاني «الإفريقية» (التونسية)؛ إذ كان عازفاً على العود. كما نشر الألحان الأندلسية فيها، كما يقول ابن سعيد المغربي في كتابه المُغْرب في حُلى المَغْرب

## مؤلفاته
- الرسالة المصرية (في الطب): ألفها لأبي طاهر بن يحيى بن تميم بن المعز بن باديس. وصف فيها أحوال مصر جغرافياً وبشرياً واجتماعياً وثقافياً. وضمنها تراجم وانتقادات لبعض أطبائها. وحققها عبد السلام هارون سنة 1951م.
- رسالة في الموسيقى.
- كتاب في الهندسة.
- كتاب الانتصار لحنين بن إسحاق علي ابن رضوان.
- كتاب حديقة الأدب.
- كتاب تقويم منطق الذهن.
- كتاب في الأدوية المفردة في ترتيب الأعضاء المتشابهة الأجزاء والآلية.
- كتاب في الفلك والاسطرلاب: بين فيه عدم اعتقاده بالتنجيم. ورفضه لأقوال المنجمين.
- عمل صفيحة جامعة تكون فيها جميع الكواكب السبعة. نسختها الخطية في بيروت.
- الوجيز في علم الهيئة: قدمه للأفضل بن بدر الجمالي.
- رسالة في العمل بالاسطرلاب: كتبها وهو في سجنه. نسخه الخطية موزعة بين دمشق والموصل وإيران وتركية وأكسفورد.